# Mario Primorac
Mario Primorac (3 de octubre de 1961, en Zavidovici, RFS Yugoslavia) fue un jugador de baloncesto bosnio. Fue campeón de Europa con Yugoslavia en el año 1989.

## Equipos
- 1982-1992 KK Bosna Sarajevo
- 1992-1994 ALBA Berlín
- 1994-1995 KK Kvarner
- 1995-1998 KK Maribor
- 1998-1999 Oberwart Gunners
- 1999-2001 KK Zagorje

## Palmarés
- Campeón de la liga Yugoslava en la temporada  1982-1983
- Campeón de la copa de Yugoslavia en 1984